# Écuillé
Cet article possède un paronyme, voir Écueillé.
Écuillé est une commune française située dans le département de Maine-et-Loire, en région Pays de la Loire.
La commune est connue pour son château, le château du Plessis-Bourré.

## Géographie

### Localisation
Commune angevine de la partie orientale du Segréen, Écuillé se situe à 16 km au nord d'Angers, sur les routes D 74, Cheffes, et D 107, Soulaire et Bourg.

### Climat
Pour des articles plus généraux, voir Climat des Pays de la Loire et Climat de Maine-et-Loire.
En 2010, le climat de la commune est de type climat océanique altéré, selon une étude du CNRS s'appuyant sur une série de données couvrant la période 1971-2000. En 2020, Météo-France publie une typologie des climats de la France métropolitaine dans laquelle la commune est exposée à un climat océanique et est dans la région climatique Moyenne vallée de la Loire, caractérisée par une bonne insolation (1 850 h/an) et un été peu pluvieux.
Pour la période 1971-2000, la température annuelle moyenne est de 12 °C, avec une amplitude thermique annuelle de 14,1 °C. Le cumul annuel moyen de précipitations est de 665 mm, avec 11,5 jours de précipitations en janvier et 5,9 jours en juillet. Pour la période 1991-2020, la température moyenne annuelle observée sur la station météorologique de Météo-France la plus proche, sur la commune de Montreuil-sur-Loir à 12 km à vol d'oiseau, est de 12,3 °C et le cumul annuel moyen de précipitations est de 697,3 mm,. Pour l'avenir, les paramètres climatiques de la commune estimés pour 2050 selon différents scénarios d'émission de gaz à effet de serre sont consultables sur un site dédié publié par Météo-France en novembre 2022.

## Urbanisme

### Typologie
Au 1er janvier 2024, Écuillé est catégorisée commune rurale à habitat dispersé, selon la nouvelle grille communale de densité à sept niveaux définie par l'Insee en 2022.
Elle est située hors unité urbaine. Par ailleurs la commune fait partie de l'aire d'attraction d'Angers, dont elle est une commune de la couronne,. Cette aire, qui regroupe 81 communes, est catégorisée dans les aires de 200 000 à moins de 700 000 habitants,.

### Occupation des sols
L'occupation des sols de la commune, telle qu'elle ressort de la base de données européenne d’occupation biophysique des sols Corine Land Cover (CLC), est marquée par l'importance des territoires agricoles (84,7 % en 2018), en diminution par rapport à 1990 (87 %). La répartition détaillée en 2018 est la suivante : 
zones agricoles hétérogènes (47,1 %), prairies (29 %), forêts (13,2 %), terres arables (8,6 %), milieux à végétation arbustive et/ou herbacée (2,1 %). L'évolution de l’occupation des sols de la commune et de ses infrastructures peut être observée sur les différentes représentations cartographiques du territoire : la carte de Cassini (XVIIIe siècle), la carte d'état-major (1820-1866) et les cartes ou photos aériennes de l'IGN pour la période actuelle (1950 à aujourd'hui).

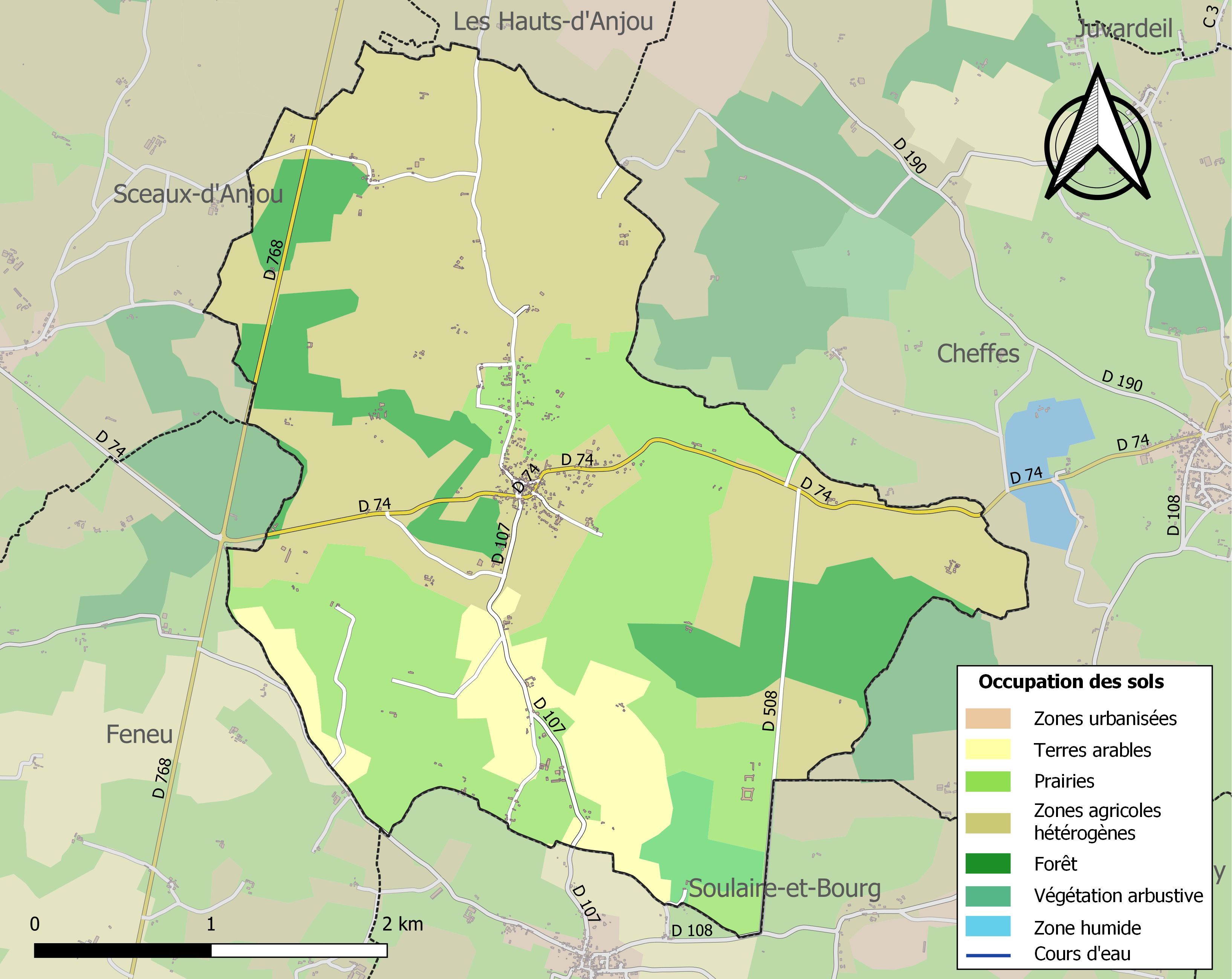
Carte des infrastructures et de l'occupation des sols de la commune en 2018 (CLC).

## Toponymie
Esculliacus  en 1055, Escuyllé en 1391,.

## Histoire
Le fief du Plessis-Bourrée est connu initialement sous le nom de Plessis-de-Vent. Jean Bourré en fait l'acquisition au XVe siècle et y fait édifié un château,.

## Politique et administration

### Administration municipale
| Période                                  | Période                   | Identité                        | Étiquette | Qualité                                                   |
| ---------------------------------------- | ------------------------- | ------------------------------- | --------- | --------------------------------------------------------- |
| 1800                                     |                           | Pointeau                        |           |                                                           |
| 1808                                     |                           | Ayrault de la Roche             |           |                                                           |
| 1813                                     |                           | Brignac de Villoutreys          |           |                                                           |
| 25 septembre 1815                        |                           | Ayrault de la Roche             |           |                                                           |
| 16 octobre 1815                          |                           | Brignac de Villoutreys fils     |           |                                                           |
| 1818                                     |                           | Louis Bergeras                  |           |                                                           |
| 1831                                     |                           | Jacques Demizé                  |           |                                                           |
| 1878                                     |                           | Jacques Hardy                   |           |                                                           |
| 1881                                     |                           | P. d'Onsembray                  |           |                                                           |
| 1892                                     |                           | Gustave de la Bastille          |           |                                                           |
| 1904                                     |                           | Henry de la Bastille            |           |                                                           |
| 1935                                     |                           | Henri Vaïsse                    |           |                                                           |
| 1945                                     |                           | Jean Lochard                    |           |                                                           |
| mars 1965                                |                           | Michel de la Bastille           |           |                                                           |
| mars 1989                                | mars 2008                 | Bruno de Ferrières de Sauvebœuf |           | Gérant                                                    |
| mars 2008                                | En cours (au 27 mai 2020) | Jean-Louis Demois,              |           | Cadre bancaire 7e vice-président d'Angers Loire Métropole |
| Les données manquantes sont à compléter. |                           |                                 |           |                                                           |

### Intercommunalité
La commune est intégrée à  Angers Loire Métropole, elle-même membre du syndicat mixte Pôle métropolitain Loire Angers.

## Population et société

### Démographie

#### Évolution démographique
L'évolution du nombre d'habitants est connue à travers les recensements de la population effectués dans la commune depuis 1793. Pour les communes de moins de 10 000 habitants, une enquête de recensement portant sur toute la population est réalisée tous les cinq ans, les populations de référence des années intermédiaires étant quant à elles estimées par interpolation ou extrapolation. Pour la commune, le premier recensement exhaustif entrant dans le cadre du nouveau dispositif a été réalisé en 2007.

En 2022, la commune comptait 661 habitants, en évolution de +4,75 % par rapport à 2016 (Maine-et-Loire : +2,12 %, France hors Mayotte : +2,11 %).
| 1793 | 1800 | 1806 | 1821 | 1831 | 1836 | 1841 | 1846 | 1851 |
| ---- | ---- | ---- | ---- | ---- | ---- | ---- | ---- | ---- |
| 572  | 554  | 529  | 431  | 595  | 564  | 551  | 526  | 541  |

| 1856 | 1861 | 1866 | 1872 | 1876 | 1881 | 1886 | 1891 | 1896 |
| ---- | ---- | ---- | ---- | ---- | ---- | ---- | ---- | ---- |
| 563  | 580  | 612  | 583  | 596  | 577  | 586  | 510  | 512  |

| 1901 | 1906 | 1911 | 1921 | 1926 | 1931 | 1936 | 1946 | 1954 |
| ---- | ---- | ---- | ---- | ---- | ---- | ---- | ---- | ---- |
| 493  | 485  | 506  | 464  | 445  | 418  | 424  | 358  | 359  |

| 1962 | 1968 | 1975 | 1982 | 1990 | 1999 | 2006 | 2007 | 2012 |
| ---- | ---- | ---- | ---- | ---- | ---- | ---- | ---- | ---- |
| 333  | 281  | 265  | 327  | 380  | 457  | 557  | 571  | 617  |

| 2017 | 2022 | - | - | - | - | - | - | - |
| ---- | ---- | - | - | - | - | - | - | - |
| 639  | 661  | - | - | - | - | - | - | - |

#### Pyramide des âges
La population de la commune est relativement jeune.
En 2018, le taux de personnes d'un âge inférieur à 30 ans s'élève à 43,1 %, soit au-dessus de la moyenne départementale (37,2 %). À l'inverse, le taux de personnes d'âge supérieur à 60 ans est de 13,9 % la même année, alors qu'il est de 25,6 % au niveau départemental.
En 2018, la commune comptait 348 hommes pour 305 femmes, soit un taux de 53,29 % d'hommes, largement supérieur au taux départemental (48,63 %).
Les pyramides des âges de la commune et du département s'établissent comme suit.
| Hommes | Classe d’âge | Femmes |
| ------ | ------------ | ------ |
| 0,6    | 90 ou +      | 1,0    |
| 1,7    | 75-89 ans    | 2,0    |
| 11,8   | 60-74 ans    | 10,8   |
| 18,1   | 45-59 ans    | 17,6   |
| 23,2   | 30-44 ans    | 27,3   |
| 13,0   | 15-29 ans    | 13,8   |
| 31,6   | 0-14 ans     | 27,4   |

| Hommes | Classe d’âge | Femmes |
| ------ | ------------ | ------ |
| 0,9    | 90 ou +      | 2,1    |
| 7      | 75-89 ans    | 9,5    |
| 16,2   | 60-74 ans    | 16,9   |
| 19,4   | 45-59 ans    | 18,7   |
| 18,2   | 30-44 ans    | 17,5   |
| 18,8   | 15-29 ans    | 17,6   |
| 19,5   | 0-14 ans     | 17,6   |

## Économie
Sur 40 établissements présents sur la commune à fin 2010, 30 % relèvent du secteur de l'agriculture (pour une moyenne de 17 % sur le département), 5 % du secteur de l'industrie, 10 % du secteur de la construction, 50 % de celui du commerce et des services et 5 % du secteur de l'administration et de la santé. Cinq ans plus tard, en 2015, sur les 55 établissements présents, 13 % relèvent du secteur de l'agriculture (pour une moyenne de 11 % sur le département), 2 % du secteur de l'industrie, 9 % de celui de la construction, 71 % du secteur du commerce et des services et 5 % de celui de l'administration et de la santé.

## Culture locale et patrimoine

### Lieux et monuments
Ces châteaux sont plus connus que le village lui-même :
- Le château du Plessis-Bourré[17] ;
- Le château de La Roche.

### Personnalités liées à la commune
- Jean Bourré, ministre de Louis XI, Charles VIII et Louis XII, à l'origine du château du Plessis-Bourré[16].
- Germain de Villoutreys de Brignac (1778-1867), propriétaire du château de La Roche à Écuillé, et maire de la commune de 1813 à 1815, puis propriétaire du château du Bas-Plessis et maire de Chaudron-en-Mauges de 1818 à 1830.[réf. nécessaire]